# 토셰 프로에스키
토도르 "토셰" 프로에스키(마케도니아어: Тодор "Тоше" Проески, 1981년 1월 25일 ~ 2007년 10월 16일)는 북마케도니아의 가수이다. "발칸반도의 엘비스 프레슬리"라는 별칭으로 부르기도 한다.

## 가수 경력
토셰 프로에스키는 북마케도니아 프릴레프에서 아로마니아인 가족의 아들로 태어나서 크루셰보에서 성장했다. 12세 시절에 자신의 음악적인 재능을 발견한 이후에 스코페에서 열린 어린이 노래 경연 대회인 즐라트노 슬라베이체(Zlatno Slavejče)에 참가하여 아로마니아어 노래를 부르게 된다. 1996년에 프릴레프에서 열린 10대 노래 경연 대회인 멜페스트(Melfest)에 참가하면서 가수로 데뷔하게 된다.
2000년에 북마케도니아의 유로비전 송 콘테스트 예선 역할을 하던 음악 경연 대회인 스코페페스트(SkopjeFest)에 참가하여 3위를 차지했고 2003년 세르비아 몬테네그로의 유로비전 송 콘테스트 예선 역할을 하던 음악 경연 대회인 베오비지야(Beovizija)에서 우승을 자치했다. 튀르키예 이스탄불에서 개최된 유로비전 송 콘테스트 2004에서는 《Life》라는 제목이 붙은 영어 노래로 참가했으며 결선 라운드에서 14위를 차지했다. 2004년에는 유니세프 친선 홍보 대사로 임명되었다.
2007년 10월 16일에 크로아티아 노바그라디슈카 인근에 위치한 자그레브-리포바츠 A3 고속도로에서 일어난 자동차 충돌 사고로 인해 사망했다. 그의 시신은 북마케도니아군의 헬리콥터에 의해 스코페까지 이송된 다음에 그의 고향인 크루셰보까지 자동차로 이송되었다. 북마케도니아 정부는 2007년 10월 17일을 토셰 프로에스키를 추모하는 날로 지정했고 프릴레프 시청은 이 날로부터 3일 동안을 추모 기간으로 지정했다. 또한 북마케도니아 정부는 그를 북마케도니아의 명예 시민으로 지정했다.
2007년 10월 17일에는 크루셰보에서 그의 국장이 거행되었다. 그가 생전에 마케도니아 정교도였기 때문에 오흐리드 마케도니아 정교회 주교가 장례식에 참석했다. 2008년 10월 5일에는 스코페에서 그를 추모하는 콘서트가 진행되었다. 2019년 4월에는 스코페에 위치한 경기장인 필리포스 2세 아레나가 그의 이름을 딴 토셰 프로에스키 아레나로 이름을 바꿨다.

## 음반 목록

### 정규 음반
- 《Nekade vo noḱta》 (1999년)
- 《Sinot božji》 (2000년)
- 《Ako me pogledneš vo oči / Ako me pogledaš u oči》 (2002년)
- 《Den za nas / Dan za nas》 (2004년)
- 《Po tebe / Pratim te》 (2005년)
- 《Božilak》 (2006년)
- 《Igri bez granici / Igra bez granica》 (2007년)
- 《The Hardest Thing》 (2009년)

### 컴필레이션 음반
- 《Toše i prijatelji》 (2010년)
- 《Toše: Poslednji pozdrav》 (2011년)
- 《S ljubavlju od Tošeta》 (2011년)
- 《The Best Of》 (2013년)
- 《Secret Place》 (2018년)